# سيث غرينلاند
سيث غرينلاند (بالإنجليزية: Seth Greenland)‏ هو كاتب سيناريو ومنتج تلفزيوني أمريكي، ولد في 22 يوليو 1955 في الولايات المتحدة.

## وصلات خارجية
- سيث غرينلاند على موقع IMDb (الإنجليزية)
- سيث غرينلاند على موقع ألو سيني (الفرنسية)
- سيث غرينلاند على موقع أول موفي (الإنجليزية)
- سيث غرينلاند على موقع قاعدة بيانات الفيلم (الإنجليزية)
- سيث غرينلاند على موقع كينوبويسك (الروسية)